# SV Polizei Lübeck
SV Polizei Lübeck (celým názvem: Sportvereinigung Polizei Lübeck) byl německý policejní sportovní klub, který sídlil ve městě Lübeck v provincii Šlesvicko-Holštýnsko. Založen byl v roce 1921. Zanikl po ukončení druhé světové války, poté co byl okupačními úřady sloučen se sportovním klubem VfB Lübeck. Největším úspěchem klubu byla celkem jedenáctiletá účast v Gaulize Nordmark a Gaulize Schleswig-Holstein, jedné ze skupin tehdejší nejvyšší fotbalové soutěže na území Německa.
Mimo mužský fotbalový oddíl měl sportovní klub i jiné oddíly, mj. oddíl boxu, lehké atletiky, stolního tenisu, šachů a plavání.

## Historické názvy
Zdroj: 
- 1921 – SV Polizei Lübeck (Sportvereinigung Polizei Lübeck)
- 1931 – fúze s VfR Lübeck ⇒ název nezměněn
- 1935 – PSV Lübeck (Polizeisportverein Lübeck)
- 1942 – SG Ordnungspolizei Lübeck (Sportgemeinschaft Ordnungspolizei Lübeck)
- 1945 – fúze s VfB Lübeck ⇒ zánik

## Umístění v jednotlivých sezonách
Stručný přehled
Zdroj: 
- 1933–1939: Gauliga Nordmark
- 1939–1940: Gauliga Nordmark – sk. 2
- 1940–1942: Gauliga Nordmark
- 1942–1944: Gauliga Schleswig-Holstein

Jednotlivé ročníky
Zdroj: 
Legenda: Z - zápasy, V - výhry, R - remízy, P - porážky, VG - vstřelené góly, OG - obdržené góly, +/- - rozdíl skóre, B - body, červené podbarvení - sestup, zelené podbarvení - postup, fialové podbarvení - reorganizace, změna skupiny či soutěže
| Velkoněmecká říše (1933 – 1944) |                            |        |    |    |   |    |    |    |     |    |        |
| Sezóny                          | Liga                       | Úroveň | Z  | V  | R | P  | VG | OG | +/- | B  | Pozice |
| 1933/34                         | Gauliga Nordmark           | 1      | 18 | 6  | 1 | 11 | 43 | 64 | -21 | 13 | 9.     |
| 1934/35                         | Gauliga Nordmark           | 1      | 18 | 5  | 4 | 9  | 38 | 47 | -9  | 14 | 5.     |
| 1935/36                         | Gauliga Nordmark           | 1      | 18 | 7  | 4 | 7  | 49 | 54 | -5  | 18 | 5.     |
| 1936/37                         | Gauliga Nordmark           | 1      | 18 | 7  | 1 | 10 | 40 | 46 | -6  | 15 | 6.     |
| 1937/38                         | Gauliga Nordmark           | 1      | 22 | 11 | 3 | 8  | 58 | 37 | +21 | 25 | 3.     |
| 1938/39                         | Gauliga Nordmark           | 1      | 20 | 6  | 4 | 10 | 36 | 55 | -19 | 16 | 7.     |
| 1939/40                         | Gauliga Nordmark – sk. 2   | 1      | 10 | 3  | 3 | 4  | 22 | 25 | -3  | 9  | 3.     |
| 1940/41                         | Gauliga Nordmark           | 1      | 22 | 13 | 2 | 7  | 67 | 41 | +26 | 28 | 3.     |
| 1941/42                         | Gauliga Nordmark           | 1      | 18 | 7  | 4 | 7  | 47 | 40 | +7  | 18 | 4.     |
| 1942/43                         | Gauliga Schleswig-Holstein | 1      | 18 | 13 | 0 | 5  | 71 | 30 | +41 | 26 | 2.     |
| 1943/44                         | Gauliga Schleswig-Holstein | 1      | 18 | 6  | 3 | 9  | 33 | 55 | -22 | 15 | 6.     |